# UCI Women’s Continental Team
UCI Women’s Continental Teams (offizielle Abkürzung CTW) sind durch den Weltradsportverband UCI registrierte Radsportteams im Straßenradsport der Frauen.
Bis zum Ablauf der Saison 2019 wurden alle Frauenradsportteams durch die UCI einheitlich als UCI Women’s Team lizenziert. Zur Saison 2020 führte die UCI in Anlehnung an die Männer die neue Teamkategorie UCI Women’s WorldTeam, die die neue erste Division im Straßenradsport der Frauen wurde, sowie darunter die Teamkategorie UCI Women’s Continental Team ein. Sei 2025 gibt es zwischen den WorldTeams und den Continental Teams noch die Teamkategorie UCI Women’s ProTeam.

## Identität und Name
Ein UCI Women’s Continental Team besteht aus dem Repräsentanten des Teams, den Sponsoren (darunter bis zu drei Hauptpartnern), den Radrennfahrerinnen und den anderen Beschäftigten des Teams (Manager, Trainer, Teamarzt, Soigneur, Mechaniker etc.).
Der Name eines UCI Women’s Continental Teams ist der Name oder die Marke eines oder beider Hauptpartner. Der Teamname ändert sich also bei einem Wechsel der Sponsoren und kann auch ganz oder zum Teil zum Namen eines anderen Teams werden.

## Fahrerinnen
Die Fahrerinnen der UCI Women’s Continental Teams sind an die Teams vertraglich gebunden, aber nicht notwendigerweise Berufssportlerinnen, da es insbesondere kein festgelegtes Mindesteinkommen gibt. Eine vertragliche Vergütung – auch auf professionellen Niveau – darf aber vereinbart werden. Die  Fahrerinnenvereinigung The Cyclists’ Alliance veröffentlichte im Juli 2021 eine Studie, wonach im Jahr 2021 34 % der Fahrerinnen der Women’s Continental Teams keinerlei finanzielle Vergütung durch den Teambetreiber erhielten. Dieser Wert betrug 2018 noch 17 %. 39 % der Fahrerinnen hatten eine Erwerbstätigkeit neben ihrer Verpflichtung für das Team. Verwiesen wurde u. a. auch auf die im Vergleich zu Women’s WorldTeams schlechtere medizinische Betreuung.
Die Mindestanzahl von Fahrerinnen je UCI Women’s Continental Team beträgt 8, die Höchstanzahl 16. Dazu kann das Team bis zu 4 weitere Spezialistinnen aus anderen Radsport-Ausdauerdisziplinen, also den Ausdauerwettbewerben des Bahnradsports, dem MTB-Cross-Country und dem Radcross verpflichten. Diese Spezialistinnen müssen in der letzten Saison unter den besten 150 der jeweiligen UCI-Weltrangliste platziert gewesen sein. Darüber hinaus kann ein UCI Women’s Continental Team ab dem 1. August eines jeden Jahres bis zu drei Fahrerinnen als Stagiaires vertraglich verpflichten.

## Lizenzierung und Nationalität
Ein UCI Women’s Continental Team hat die Nationalität der Mehrheit seiner Fahrerinnen und ist über den entsprechenden nationalen Radsportverband zu lizenzieren. Jeder nationale Verband darf maximal 15 UCI Women’s Continental Teams lizenzieren, überwacht die UCI-Mindestanforderungen (insbesondere Fahrerinnenverträge und Bankgarantie) und darf weitere Anforderungen zur Voraussetzung der Lizenzierung machen. Am Ende dieses Prozesses erfolgt die Registrierung durch die UCI.

## Development Teams
Teambetreiber eines UCI Women’s WorldTeams oder UCI Women’s ProTeams können zusätzlich ein UCI Women’s Continental Team als Development Team („Farmteam“) betreiben. Beide Teams müssen dasselbe Management und eine gemeinsame Identität (mindestens ein Teil des Namens und Gestaltung der Outfits) haben. Die Registration des Development Teams kann für die Nationalität mit den meisten Fahrerinnen im Team oder für die Nationalität des WorldTeams bzw. ProTeams erfolgen.
Jeweils maximal vier Fahrerinnen eines solchen Development Teams können für das verbundene Profi-Team an einem Rennen der ersten UCI-Kategorie teilnehmen. Umgekehrt können maximal zwei Fahrerinnen des Profi-Teams für das Continental Team an Rennen der ersten Kategorie bzw. eine Fahrerin an Rennen der zweiten Kategorie teilnehmen.